# Collinsville (Virginia)
Collinsville is een plaats (census-designated place) in de Amerikaanse staat Virginia, en valt bestuurlijk gezien onder Henry County.

## Demografie
Bij de volkstelling in 2000 werd het aantal inwoners vastgesteld op 7777.

## Geografie
Volgens het United States Census Bureau beslaat de plaats een oppervlakte van
20,5 km², waarvan 20,4 km² land en 0,1 km² water.

## Plaatsen in de nabije omgeving
De onderstaande figuur toont nabijgelegen plaatsen in een straal van 8 km rond Collinsville.